# El escorpión
|                                                      |                                           |
| De uitvinder: spits Arsenio Erico in de jaren dertig | De naamgever: keeper René Higuita in 2007 |

El escorpión of de scorpionkick in het voetbal is een beweging waarbij de bal getrapt wordt door omhoog en naar voren te springen en de bal met de hak, de voetzool of de achterkant van de voet te schieten, over of langs het eigen lichaam heen. De naam betekent schorpioentrap en duidt op de omhooggaande beweging van been en voet, die aan de staart van een dreigende schorpioen doet denken.
De techniek kan staand uitgevoerd worden, maar ook vallend of met een zweefduik, wat een soort omgekeerde omhaal oplevert, waarbij de speler niet achterover maar voorover draait. De schorpioen wordt verdedigend en aanvallend gebruikt, veelal in de buurt van het doel, maar voor een geslaagde schorpioen is een groot atletisch vermogen en veel geluk nodig. Daardoor komt deze techniek zelden voor, in 1934 voor het eerst. In de jaren 1990 kreeg de schorpioen meer bekendheid.   
Bij verdediging in de doelmond kan de keeper of veldspeler deze techniek gebruiken met de rug naar het doel. De bal wordt dan voor de doellijn gestopt door voorover te springen en de bal achter het lichaam omhoog te schieten. Aanvallers gebruiken de 'schorpioen' met het gezicht naar het doel.

## Geschiedenis
De Paraguayaan Arsenio Erico voerde deze techniek als eerste uit, op 12 augustus 1934 tegen Boca Juniors. Deze spits was met 293 doelpunten in 323 wedstrijden in de Argentijnse competitie de meest doeltreffende speler aller tijden. Destijds werd de aanvallende actie el balancín (de wip) genoemd.
Als Escorpión werd de beweging benoemd en bij het publiek bekend door René Higuita, de legendarische keeper van het Colombiaanse nationale team, die in totaal 41 doelpunten maakte in zijn carrière.

## Higuita
De eerste keer dat Higuita deze truc uithaalde was op Wembley, in een vriendschappelijke wedstrijd tussen Engeland en Colombia op 7 september 1995. De verbazing was groot bij deze gewaagde actie op een langeafstandsschot van Jamie Redknapp.
Higuita's afscheidswedstrijd was een partij tussen een selectie uit Antioquia, waar Higuita op goal stond en een team van Vrienden van René. Daar kreeg hij de kans zijn beroemde actie te herhalen. Het lukte hem, hoewel het leek alsof de bal al over de doellijn was geweest.

## Andere spelers
Meer spelers hebben de Escorpión uitgevoerd en enkelen hebben op deze manier gescoord:
- Willy Carbo – 12 september 1984 – met FC Twente tegen Go Ahead Eagles
- Víctor Hugo Aristizábal – 1993 – tegen Chili
- Rafael van der Vaart – 30 november 2003 – met Ajax tegen Feyenoord
- Matuzalém – 15 maart 2007 – met Sjachtar Donetsk tegen Sevilla FC
- Luis Ángel Landín – 11 april 2009 – met Monarcas Morelia tegen Cruz Azul
- Fredy Guarín – 23 juli 2013 – met Internazionale tegen Vicenza
- Zlatan Ibrahimović – 19 oktober 2013 – met Paris Saint-Germain tegen SC Bastia
- Henrich Mchitarjan – 26 december 2016 – met Manchester United tegen Sunderland
- Olivier Giroud – 1 januari 2017 – met Arsenal tegen Crystal Palace (Puskás Award voor mooiste doelpunt van het jaar)
- Mitchell Van Rooijen – 26 april 2019 – met Jong FC Utrecht, de gelijkmaker tegen Helmond Sport (1–1)[1]
- Cyril Ngonge – 24 oktober 2021 – de openingstreffer voor FC Groningen tegen AZ[4]
- Alou Kuol – 4 juni 2022 – de 0–1 voor Australië onder 23 tegen Irak onder 23 in het Aziatisch kampioenschap; FIFA heeft fans gevraagd of deze zweefduik-schorpioen in aanmerking komt voor de Puskás Award[5][6]